# Greatest Hits Vol.1
Korn - Greatest Hits Vol. 1 är bandet Korns första samlingsalbum. Här finns deras största hits samlade över 19 spår. Skivan släpptes den 5 oktober 2004.

## Låtlista
1. "Word Up!" - 2:53
2. "Another Brick in the Wall, Parts 1-3" - 7:10
3. "Y'All Want a Single" - 3:20
4. "Right Now " - 3:13
5. "Did My Time" - 4:08
6. "Alone I Break" - 4:18
7. "Here to Stay" - 4:32
8. "Trash" - 3:28
9. "Somebody Someone" - 3:51
10. "Make Me Bad" - 3:57
11. "Falling Away From Me" - 4:32
12. "Got the Life" - 3:48
13. "Freak on a Leash" - 4:18
14. "Twist" - 0:51
15. "A.D.I.D.A.S." - 2:35
16. "Clown" - 4:38
17. "Shoots and Ladders" - 5:24
18. "Blind" - 4:21
19. "Freak on a Leash" (Dante Ross mix) - 4:47